# همه‌پرسی پیوستن نروژ به اتحادیه اروپا (۱۹۷۲)

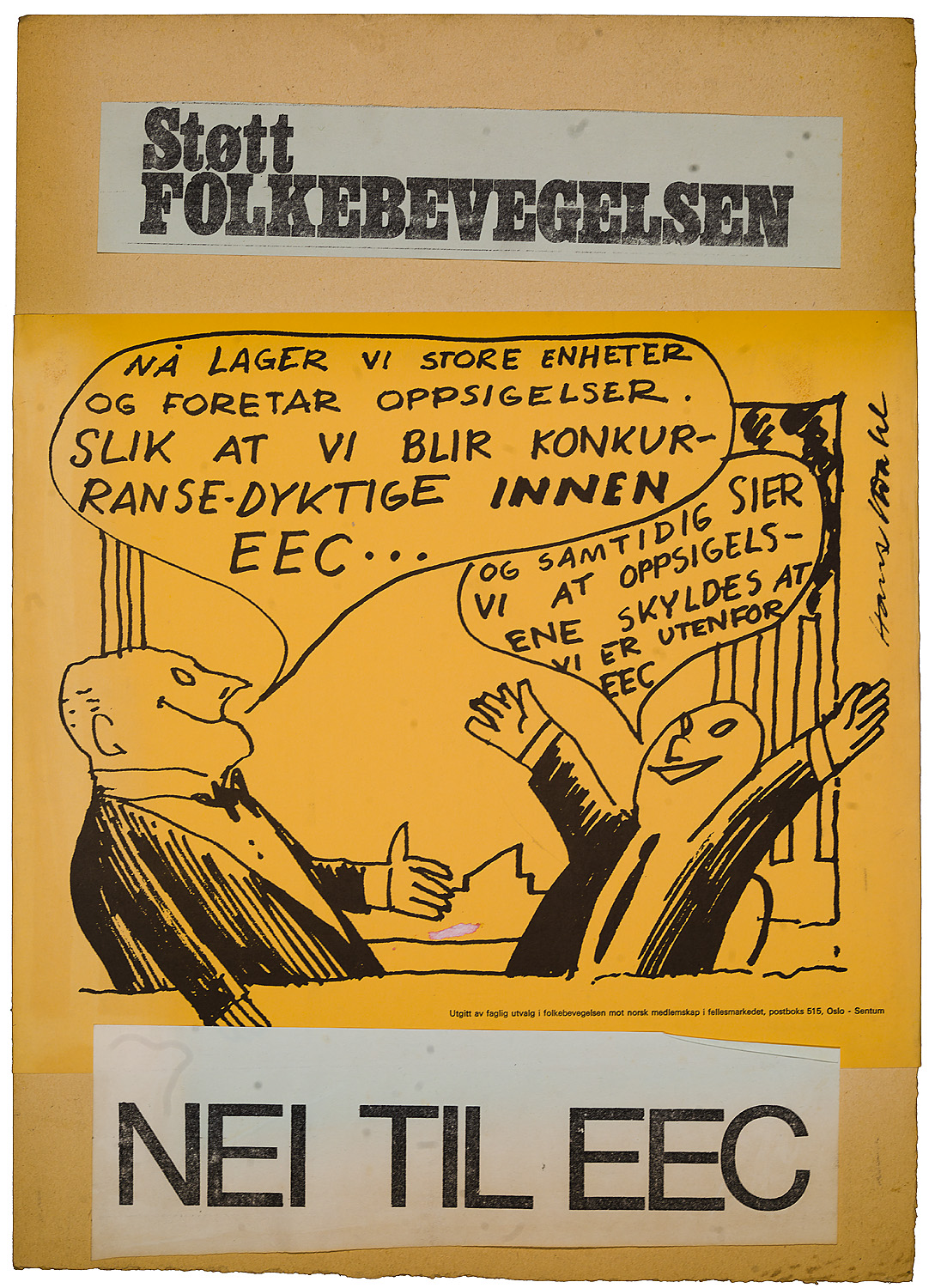
ببینیم این همه پرسی چه میشود

همه‌پرسی پیوستن نروژ به اتحادیه اقتصادی اروپا در ۲۵ سپتامبر ۱۹۷۲ برگزار گردید. در نتیجه آن ۵۳٫۵ درصد از رأی دهندگان با پیوستن این کشور به اتحادیه اروپا مخالفت ورزیدند. نخست‌وزیر نروژ نیز از سمت خود کناره‌گیری کرد. نروژ پیش از آن در سال ۱۹۶۲ برای پیوستن به این اتحادیه اقدام کرده بود که با مخالفت فرانسه مواجه گشته بود.
این نخستین همه‌پرسی در نوع خود در نروژ بود. مردم این کشور بار دیگر در سال ۱۹۹۴ به پیوستن این کشور به اتحادیه اروپا رأی مخالف دادند.

## نتیجه

### بر پایه حوزه
| حوزه انتخابی   | تعداد   | رأی‌های باطله | رأی کل (%)   | موافق (%)    | مخالف (%)    |
| -------------- | ------- | ------------ | ------------ | ------------ | ------------ |
| اوستفولد       | ۱۵۲٬۸۳۷ | ۳۹۲          | ۱۲۱٬۴۹۸ (۸۰) | ۵۸٬۹۳۱ (۴۹)  | ۶۲٬۵۶۷ (۵۱)  |
| آکرشوس         | ۲۱۷٬۸۵۱ | ۵۴۲          | ۱۸۰٬۵۰۳ (۸۳) | ۱۰۲٬۵۲۱ (۵۷) | ۷۷٬۹۸۲ (۴۳)  |
| اسلو           | ۳۵۶٬۱۵۳ | ۶۱۹          | ۲۹۱٬۶۵۴ (۸۲) | ۱۹۳٬۹۸۰ (۶۷) | ۹۷٬۶۷۴ (۳۳)  |
| هدمارک         | ۱۲۴٬۹۶۰ | ۵۱۹          | ۹۹٬۵۰۸ (۸۰)  | ۴۴٬۱۵۰ (۴۴)  | ۵۵٬۳۵۸ (۵۶)  |
| اوپلاند (نروژ) | ۱۲۰٬۰۸۲ | ۳۱۴          | ۹۴٬۱۱۴ (۷۹)  | ۳۷٬۵۵۰ (۴۰)  | ۵۶٬۵۶۴ (۶۰)  |
| بوسکرود        | ۱۳۹٬۹۹۹ | ۴۰۰          | ۱۱۰٬۳۸۷ (۷۹) | ۵۹٬۵۳۲ (۵۴)  | ۵۰٬۸۵۵ (۴۶)  |
| وستفولد        | ۱۵۵٬۳۳۸ | ۲۴۷          | ۹۴٬۳۵۵ (۷۹)  | ۵۳٬۵۱۵ (۵۷)  | ۴۰٬۸۴۰ (۴۳)  |
| تلمارک         | ۱۰۸٬۴۸۵ | ۲۱۱          | ۸۴٬۰۵۶ (۷۸)  | ۳۲٬۲۸۴ (۳۸)  | ۵۱٬۷۷۲ (۶۲)  |
| اوست آدر       | ۵۵٬۲۷۶  | ۱۳۸          | ۴۰٬۹۰۹ (۷۴)  | ۱۸٬۶۵۹ (۴۶)  | ۲۲٬۲۵۰ (۵۴)  |
| وست آدر        | ۸۱٬۷۰۷  | ۱۷۷          | ۶۴٬۱۰۰ (۷۹)  | ۲۷٬۵۱۰ (۴۳)  | ۳۶٬۵۹۰ (۵۷)  |
| روگالاند       | ۱۷۴٬۹۲۵ | ۳۰۹          | ۱۳۸٬۶۰۱ (۷۹) | ۶۲٬۰۹۶ (۴۵)  | ۷۶٬۵۰۵ (۵۵)  |
| هوردالاند      | ۲۴۸٬۶۷۵ | ۵۱۱          | ۱۹۸٬۰۹۵ (۸۰) | ۹۶٬۹۹۶ (۴۹)  | ۱۰۱٬۰۹۹ (۵۱) |
| سون اوگ فوردان | ۶۷٬۳۳۵  | ۱۵۳          | ۵۱٬۷۰۵ (۷۷)  | ۱۵٬۹۲۳ (۳۱)  | ۳۵٬۷۸۲ (۶۹)  |
| مور او رومسدال | ۱۴۶٬۹۱۷ | ۲۴۰          | ۱۱۴٬۷۰۹ (۷۸) | ۳۳٬۵۰۴ (۲۹)  | ۸۱٬۲۰۵ (۷۱)  |
| سور تروندلاگ   | ۱۵۹٬۷۳۰ | ۲۴۸          | ۱۲۲٬۰۹۲ (۷۷) | ۵۱٬۸۲۷ (۴۲)  | ۷۰٬۲۶۵ (۵۸)  |
| نورد تروندلاگ  | ۷۷٬۹۵۴  | ۱۰۷          | ۶۰٬۴۹۵ (۷۸)  | ۱۹٬۱۰۱ (۳۲)  | ۴۱٬۳۹۴ (۶۸)  |
| نوردلند        | ۱۵۷٬۱۸۳ | ۵۴۹          | ۱۲۰٬۹۷۹ (۷۷) | ۳۳٬۲۲۸ (۲۷)  | 87,751 (73)  |
| ترومز          | ۸۸٬۱۷۴  | ۳۸۵          | ۶۶٬۴۹۹ (۷۶)  | ۱۹٬۸۲۰ (۳۰)  | ۴۶٬۶۷۹ (۷۰)  |
| فینمارک        | ۴۷٬۳۲۶  | ۳۲۷          | ۳۵٬۷۰۹ (۷۶)  | ۱۰٬۵۶۰ (۳۰)  | ۲۵٬۱۴۹ (۷۰)  |